# Ciara
Ciara Princess Harris (sinh ngày 25 tháng 10 năm 1985), được biết đến với cái tên Ciara là một ca - nhạc sĩ từng đoạt giải Grammy, nhà thu âm, vũ công, người mẫu thời trang và đạo diễn video âm nhạc. Sinh tại Austin, Texas, Ciara xuất hiện lầu đầu trong làng âm nhạc thế giới vào mùa hè năm 2004 với đĩa đơn "Goodies" đạt vị trí cao nhất tại bảng xếp hạng Billboard. Album đầu tiên Goodies được phát hành tại Mỹ vào ngày 28 tháng 9 năm 2004, và tại Anh ngày 24 tháng 1 năm 2005. Nó sản xuất ra 3 đĩa đơn Top hai bảng xếp hạng Billboard Hot 100 và bán được hơn 2 triệu bản riêng tại Mỹ, 5 triệu bản trên toàn thế giới và đạt được nhiều đề cử và giải thưởng danh giá.
Album thứ hai của Ciara, Ciara: The Evolution, được phát hành cuối năm 2006. Nó bao gồm 1 đĩa đơn Top 10 bảng xếp hạng Billboard Hot 100 - "Get Up", và 3 đĩa đơn Top 10 bảng xếp hạng R&B/Hip-Hop - "Promise", "Like a Boy", and "Can't Leave 'em Alone". Tới nay, album đã được chứng nhận đĩa Bạch Kim chỉ sau 5 tuần phát hành, đã tiêu thụ được 1.2 triệu bản tại Mỹ và 2.2 triệu bản trên toàn thế giới.
Fantasy Ride, album thứ ba của cô sẽ được phát hành tại Mỹ vào năm 2009. Đĩa đơn đầu tiên "Go Girl" đã được phát hành cuối tháng 9 năm 2008 và lọt vào Top 100 của Billboard.

## Danh sách đĩa hát

### Album
- 2004: Goodies
- 2006: Ciara: The Evolution
- 2009: Fantasy Ride
- 2010: Basic Instanct
- 2015: Jackie
- 2019: Beauty Marks

### Video/DVD
- 2005: Goodies: The Videos & More

## Phim
| Năm  | Tên                   | Vai diễn     | Ghi chú                  |
| ---- | --------------------- | ------------ | ------------------------ |
| 2006 | All You've Got        | Becca Watley | Chương trình truyền hình |
| 2009 | Mama, I Want To Sing! | Amara        | Đã công chiếu            |

## Tour
- 2005: Harajuku Lovers Tour 2005
- 2006: The Evolution Tour
- 2007: Good Girl Gone Bad Tour
- 2007: Screamfest '07
- 2009: The Fantasy Tour